# Neagolius suschkini
Neagolius suschkini är en skalbaggsart som beskrevs av Koshantschikov 1913. Neagolius suschkini ingår i släktet Neagolius och familjen Aphodiidae. Inga underarter finns listade i Catalogue of Life.